# Narrativa escrava
A narrativa de escravos é um tipo de gênero literário que envolve os relatos autobiográficos (escritos) de africanos escravizados na Grã-Bretanha e em suas colônias, incluindo os atuais Estados Unidos, Canadá e nações do Caribe. Estima-se que existam cerca de seis mil narrativas; cerca de 150 narrativas foram publicadas como livros ou panfletos separados. Nos Estados Unidos durante a Grande Depressão (década de 1930), mais de 2 300 histórias orais adicionais sobre a vida durante a escravidão foram coletadas por escritores patrocinados e publicados pela Works Progress Administration (WPA) da administração do presidente Franklin D. Roosevelt. A maioria das 26 entrevistas gravadas em áudio é realizada pela Biblioteca do Congresso.
Algumas das primeiras memórias de cativeiro conhecidas na Inglaterra e nas Ilhas Britânicas foram escritas por europeus brancos e depois americanos capturados e às vezes escravizados no norte da África, geralmente por piratas bárbaros. Isso fazia parte de uma ampla categoria de "narrativas em cativeiro" dos europeus de língua inglesa. A partir do século XVIII, incluíam relatos de colonos americanos na América do Norte e Estados Unidos que foram capturados e mantidos por nativos americanos. Várias narrativas conhecidas de cativeiro foram publicadas antes da Revolução Americana, e muitas vezes seguiam formas estabelecidas com as narrativas de cativeiro no norte da África. Mais tarde, as contas norte-americanas foram capturadas por americanos por tribos ocidentais durante as migrações do século XIX.
Para os europeus e americanos, a divisão entre cativeiro como escravos e como prisioneiros de guerra nem sempre era clara. Dado o problema da escravidão contemporânea internacional nos séculos 20 e 21, outras narrativas de escravos estão sendo escritas e publicadas. É uma questão onipresente que ainda persiste e permanece em grande parte sem documentos.

## Como gênero literário
O desenvolvimento de narrativas escravas, de relatos autobiográficos a obras ficcionais modernas, levou ao estabelecimento de narrativas escravas como um gênero literário. Essa grande rubrica desta chamada "literatura de cativeiro" inclui de maneira mais geral "qualquer relato da vida, ou uma parte importante da vida, de um fugitivo ou ex-escravo, escrito ou relatado oralmente pelo próprio escravo". Enquanto as primeiras narrativas contavam histórias de escravos fugitivos ou libertados em um período de preconceito racial, eles se desenvolveram em romances ficcionais retrospectivos e estenderam sua influência até os dias comuns. Não apenas mantendo a memória e capturando a verdade histórica transmitida nesses relatos, mas as narrativas de escravos eram principalmente a ferramenta para escravos fugitivos ou ex-escravos declararem sua independência no século XIX, e continuar e conservar fatos históricos autênticos e verdadeiros de um primeiro século. perspectiva de pessoa. Eles vão além das autobiografias e, além disso, são "uma fonte para reconstruir a experiência histórica". Os escravos libertos que escreveram as narrativas são considerados historiadores, uma vez que "memória e história se reúnem". Esses relatos vinculam elementos da vida pessoal e do destino do escravo a eventos históricos importantes, como a Guerra Civil Americana e a Ferrovia Subterrânea.
Em histórias simples, porém poderosas, as narrativas de escravos seguem em geral um enredo comum a todos eles: a partir da situação inicial, o escravo na casa de seu mestre, o protagonista escapa no deserto e narra a luta pela sobrevivência e pelo reconhecimento ao longo de suas incertezas. jornada para a liberdade. Afinal, essas narrativas foram escritas retrospectivamente por escravos libertos e / ou seu advogado abolicionista, daí o foco na transformação do escravo desumanizado no homem livre emancipado. Essa mudança geralmente implicava alfabetização como um meio de superar o cativeiro, como destaca o caso de Frederick Douglass. As narrativas são muito gráficas na medida em que extensos relatos de chicotadas, abusos e estupros de mulheres escravizadas são expostos em detalhes (veja Tratamento de escravos nos Estados Unidos). A denúncia dos proprietários de escravos, em particular sua crueldade e hipocrisia, é um tema recorrente nas narrativas de escravos e, em alguns exemplos, adotou uma postura cômica denunciando os padrões duplos (por exemplo, na narrativa de Douglass, seu proprietário de escravos Hopkins é muito religioso, mas também homem brutal).
De acordo com James Olney, um esboço típico tem a seguinte aparência:
A. Um retrato gravado, assinado pelo narrador.
B. Uma página de rosto que inclua a reivindicação, como parte integrante do título, "Escrito por ele mesmo" (ou alguma variante aproximada: "Escrito a partir de uma declaração de fatos feitos por ele mesmo"; ou "Escrito por um amigo, como relacionado a Ele pelo irmão Jones"; etc.)
C. Um punhado de depoimentos e/ou um ou mais prefácios ou apresentações escritos por um amigo abolicionista branco do narrador (William Lloyd Garrison, Wendell Phillips) ou por um amanuensis branco/editor/autor realmente responsável pelo texto (John Greenleaf Whittier, David Wilson, Louis Alexis Chamerovzow), em cujo prefácio é dito ao leitor que a narrativa é um "conto simples e não envernizado" e que nada "foi estabelecido na malícia, nada exagerado, nada extraído da imaginação "-de fato, o conto, afirma-se, subestima os horrores da escravidão.
D. Uma epígrafe poética, de preferência por William Cowper.
E. A narrativa real:
1. uma primeira frase que começa com "eu nasci..." e depois especificando um local, mas não uma data de nascimento;
2. uma descrição superficial da paternidade, geralmente envolvendo um pai branco;
3. descrição de um mestre cruel, amante ou superintendente, detalhes dos chicotes observados pela primeira vez e numerosos chicotes subsequentes, com mulheres frequentemente vítimas;
4. um relato de um escravo extraordinariamente forte e trabalhador, freqüentemente "puro africano" - que, porque não há razão para isso, se recusa a ser açoitado;
5. registro das barreiras levantadas contra a alfabetização escrava e as enormes dificuldades encontradas para aprender a ler e escrever;
6. descrição de um proprietário de escravos "cristão" (muitas vezes morrendo de terror) e a alegação de que os proprietários de escravos "cristãos" são invariavelmente piores do que aqueles que não professam religião;
7. descrição das quantidades e tipos de alimentos e roupas fornecidos aos escravos, o trabalho exigido deles, o padrão de um dia, uma semana, um ano;
8. conta de um leilão de escravos, de famílias sendo separadas e destruídas, de mães perturbadas que se apegam aos filhos quando são arrancadas deles, de caixões de escravos sendo levados para o sul;
9. descrição de patrulhas, de tentativas fracassadas de escapar, de perseguição por homens e cães;
10. descrição de tentativas bem-sucedidas de escapar, deitadas durante o dia, viajando à noite guiadas pela Estrela do Norte, recepção em estado livre por quakers que oferecem um café da manhã generoso e muita conversa genial com você;
11. uso de um novo sobrenome (freqüentemente sugerido por um abolicionista branco) para concordar com a nova identidade social como homem livre, mas a retenção do primeiro nome como marca de continuidade da identidade individual;
12. reflexões sobre a escravidão.

F. Um apêndice ou apêndices compostos por notas de vendas de material documental, detalhes de compra da escravidão, itens de jornal -, reflexões adicionais sobre a escravidão, sermões, discursos anti-escravidão, poemas, apelos ao leitor por fundos e apoio moral na batalha contra a escravidão.
Não há consenso sobre o tipo exato de narrativa de escravos da literatura, se eles podem ser considerados como um gênero adequado, compreendidos na grande categoria narrativa em cativeiro, ou são Autobiografias, Memórias, Testemunhos ou Novelas; no entanto, eles desempenham um papel importante na manutenção da memória da escravidão e na abordagem de um tópico que foi considerado um tabu por um longo tempo - especialmente porque muitos negaram e ainda negam a existência da escravidão. Dada a participação no século XIX de editores abolicionistas (pelo menos nos Estados Unidos), historiadores influentes do início do século XX, como Ulrich B. Phillips em 1929, sugeriram que, como classe, "sua autenticidade era duvidosa". Essas dúvidas foram criticadas após uma melhor pesquisa acadêmica dessas narrativas, desde que os historiadores do final do século XX validaram com mais frequência os relatos de escravos sobre suas próprias experiências.

## Narrativas de escravos na América do Norte
Narrativas escravas de escravos africanos da América do Norte foram publicadas pela primeira vez na Inglaterra no século XVIII. Eles logo se tornaram a principal forma de literatura afro-americana no século XIX. As narrativas de escravos eram divulgadas por abolicionistas, que às vezes participavam como editores ou escritores se os escravos não eram alfabetizados. Durante a primeira metade do século XIX, a controvérsia sobre a escravidão nos Estados Unidos levou à literatura apaixonada dos dois lados da questão.
Para apresentar a realidade da escravidão, vários ex-escravos, como Harriet Tubman, Harriet Jacobs e Frederick Douglass, publicaram relatos de sua escravização e sua fuga para a liberdade. Lucy Delaney escreveu um relato que incluía o processo de liberdade empreendido por sua mãe no Missouri por sua liberdade. Eventualmente, cerca de 6 000 ex-escravos da América do Norte e do Caribe escreveram relatos de suas vidas, com cerca de 150 publicados em livros ou panfletos separados. No total, acredita-se que existam 294 narrativas de escravos.
Antes da Guerra Civil Americana, alguns autores escreveram relatos ficcionais da escravidão para criar apoio ao abolicionismo. O exemplo principal é  Uncle Tom's Cabin (A Cabana do Pai Tomás) (1852), de Harriet Beecher Stowe. O sucesso de seu romance e as tensões sociais da época trouxeram uma resposta de escritores brancos do sul, como William Gilmore Simms e Mary Eastman, que publicaram o que chamavam de romances anti-Tom. Ambos os tipos de romances foram best-sellers na década de 1850.
As narrativas de escravos norte-americanas podem ser amplamente categorizadas em três formas distintas: histórias de redenção religiosa, histórias para inspirar a luta abolicionista e histórias de progresso. Os contos escritos para inspirar a luta abolicionista são os mais famosos porque tendem a ter um forte motivo autobiográfico, como nas autobiografias de Frederick Douglass e Incidentes na vida de uma escrava por Harriet Jacobs (1861).

### Contos de redenção religiosa
Entre as décadas de 1770 e 1820, as narrativas de escravos geralmente relatavam uma jornada espiritual que levava à redenção cristã. Os autores geralmente se caracterizavam como africanos em vez de escravos, pois a maioria nasceu na África.
Exemplos incluem:
- Ukawsaw Gronniosaw, uma narrativa dos detalhes mais notáveis da vida de James Albert "Ukawsaw Gronniosaw", um príncipe africano, Bath, Inglaterra, 1772
- Olaudah Equiano, a narrativa interessante da vida de Olaudah Equiano, Londres, 1789
- Venture Smith, Narrativa da Vida e Aventuras de Venture, um nativo da África: mas residente acima de sessenta anos no Estado Unidos da América, Nova Londres, 1798
- Jeffrey Brace, O Escravo Cego Africano, ou Memórias de Boyrereau Brinch, apelidado de Jeffrey Brace, como dito a Benjamin F. Prentiss, Esq., St. Albans, Vermont, 1810;[12] editado e com uma introdução por Kari J. Winter, Madison, WI: University of Wisconsin Press, 2004, ISBN 0-299-20140-6[13]
- John Jea, A Vida, História e Sofrimentos Inigualáveis de John Jea, o Pregador Africano, 1811

Alguns, como o Petro Kilekwa 's Slave Boy para Priest: A Autobiografia de Padre Petro Kilekwa (publicado 1937), eram muito mais recente, mas seguiu um formato similar.

### Contos para inspirar o movimento abolicionista
A partir de meados da década de 1820, os escritores conscientemente escolheram a forma autobiográfica para gerar entusiasmo pelo movimento abolicionista. Alguns escritores adotaram técnicas literárias, incluindo o uso de diálogos ficcionalizados. Entre 1835 e 1865, mais de 80 dessas narrativas foram publicadas. Entre os recursos recorrentes estão: leilões de escravos, o desmembramento de famílias e frequentemente dois relatos de fugas, uma das quais é bem-sucedida. Como esse foi o período da migração forçada de um milhão estimado de escravos do Alto Sul para o Sul Profundo, através do comércio interno de escravos, as experiências de leilões e separação de famílias eram comuns a muitos.
Exemplos incluem:
- William Grimes, vida de William Grimes, o escravo fugitivo, Nova York, 1825
- Solomon Bayley, uma narrativa de alguns incidentes notáveis na vida de Salomon Bayley, anteriormente um escravo no estado de Delaware, América do Norte, 1825
- Mary Prince, A História de Mary Prince, uma Escrava das Índias Ocidentais, Londres, 1831
- Charles Ball, Escravidão nos Estados Unidos: Uma Narrativa da Vida e Aventuras de Charles Ball, Um Homem Negro, Lewistown, 1836
- Moses Roper, uma narrativa de aventuras e fuga de Moses Roper da escravidão americana, Londres, 1837
- A narrativa de Lunsford Lane, anteriormente de Raleigh, Carolina do Norte, abraçando um relato de sua infância, a redenção pela compra de si e da família da escravidão e seu banimento do local de seu nascimento pelo crime de usar uma pele colorida, por Lunsford Lane, 1842
- Frederick Douglass, Narrativa da Vida de Frederick Douglass, um Escravo Americano, Boston, 1845
- Narrativas dos sofrimentos de Lewis e Milton Clarke, filhos de um soldado da Revolução, durante um cativeiro de mais de vinte anos entre os escravos de Kentucky, Boston, 1846
- William Wells Brown, Narrativa de William Wells Brown, um Escravo Fugitivo, Boston, 1847
- Henry Box Brown, Narrativa da Vida de Henry Box Brown, Boston, 1849
- Josiah Henson, A vida de Josiah Henson, anteriormente um escravo, agora um habitante do Canadá, como narrado por ele mesmo, Boston, 1849
- Henry Bibb, Narrativa da Vida e Aventuras de Henry Bibb, American Slave, Nova York, 1849
- James WC Pennington, The Fugitive Blacksmith, ou Eventos na História de James WC Pennington, Londres, 1849
- Solomon Northup, Doze anos como escravo, Auburn e Buffalo, Nova York e Londres, 1853
- John Brown, Vida Escrava na Geórgia: Uma Narrativa da Vida, Sofrimentos e Fuga de John Brown, Escravo Fugitivo, Agora na Inglaterra, 1855
- A vida de John Thompson, um escravo fugitivo, Worcester, Massachusetts, 1855
- Kate ER Pickard, The Kidnapped e os resgatados, sendo a recordações pessoais de Peter Ainda e sua esposa "Vina", após quarenta anos de escravidão, New York, 1856
- Jermain Wesley Loguen, Rev. JW Loguen, como escravo e como Freeman, uma narrativa da vida real, 1859
- Ellen e William Craft, correndo mil milhas pela liberdade, ou a fuga de William e Ellen Craft de Slavery, Londres, 1860
- Harriet Jacobs, incidentes da vida de uma escrava, Boston de 1861
- John Andrew Jackson, A Experiência de um Escravo na Carolina do Sul, Londres, 1862
- Jacob D. Green, narrativa da vida de JD Green, um escravo fugitivo de Kentucky, Huddersfield, 1864
- "Recordações de escravidão por um escravo fugitivo", The Emancipator, 23 de agosto, 13 de setembro, 20 de setembro, 11 de outubro, 18 de outubro de 1838, http://docsouth.unc.edu/neh/runaway/menu.html, recuperado em 15 de setembro de 2014[14]

### Contos de progresso

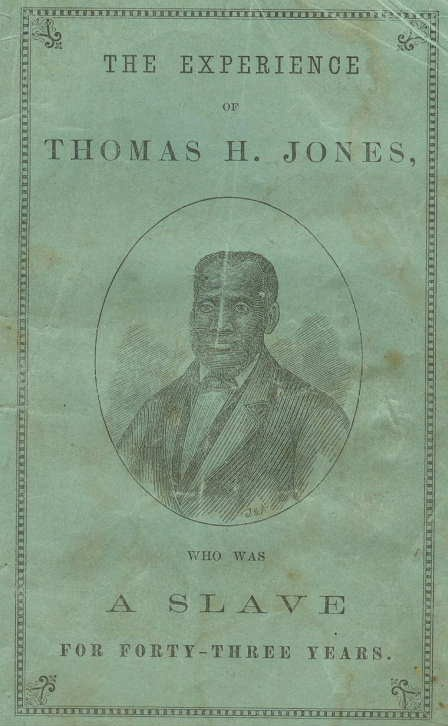
Narrativa escrava de Thomas H. Jones publicada em 1871

Após a derrota dos estados escravos do sul confederado, os autores tiveram menos necessidade de transmitir os males da escravidão. Alguns deram um relato sentimental da vida na plantação e terminaram com o narrador se ajustando à nova vida da liberdade. A ênfase dos escritores mudou conceitualmente para uma recontagem do progresso individual e racial, em vez de garantir a liberdade.
Exemplos incluem:
- A vida de James Mars, um escravo nascido e vendido em Connecticut, Hartford, 1864
- Paul Jennings, Reminiscências de James Madison, 1865
- William Parker, The Freedman's Story, publicado no The Atlantic Monthly, 1866
- Elizabeth Keckley, Nos Bastidores: Ou, Trinta Anos por Escravo e Quatro Anos na Casa Branca, 1868
- William Still, The Underground Railroad Records, 1872, relata as experiências de centenas de escravos
- Lucy Delaney, From the Darkness Cometh the Light, ou, Struggles for Freedom, 1892 - essa é a única conta em primeira pessoa de um processo de liberdade bem-sucedido.
- Louis Hughes, trinta anos um escravo: da escravidão à liberdade, Milwaukee, 1897
- Booker T. Washington, da escravidão, Garden City, Nova York, 1901
- Sam Aleckson, Antes da Guerra e Depois da União: Uma Autobiografia, Boston, 1929

### Narrativas de escravos WPA
Durante a Grande Depressão da década de 1930, a Administração de Projetos de Obras do New Deal (WPA) empregou escritores e pesquisadores do Federal Writers 'Project para entrevistar e documentar as histórias de afro-americanos que eram ex-escravos. A maioria era criança quando a décima terceira emenda foi aprovada. Produzidas entre 1936 e 1938, as narrativas contam as experiências de mais de 2.300 ex-escravos. Algumas entrevistas foram gravadas; 23 de 26 gravações de áudio conhecidas são realizadas pelo American Folklife Center da Biblioteca do Congresso. A última entrevista de um ex-escravo foi com Fountain Hughes, então 101, em Baltimore, Maryland, em 1949. Ele era neto de um escravo pertencente ao Presidente Thomas Jefferson em Monticello.

### Narrativas de escravos norte-americanos como literatura de viagem
As narrativas escravas envolviam viagens e formam um tipo significativo de escrita de viagens. Como John Cox diz em Traveling South, "viajar era um prelúdio necessário para a publicação de uma narrativa por um escravo, pois a escravidão não podia ser experimentada e escrita simultaneamente". Onde muitas narrativas de viagens são escritas por viajantes privilegiados, as narrativas de escravos mostram as pessoas que viajam apesar das barreiras legais significativas para suas ações e, dessa forma, são um elemento distinto e essencial na forma como as narrativas de viagens formaram o personagem americano.

## Narrativas de escravos no norte da África
Em comparação com as narrativas de escravos da América do Norte e do Caribe, as narrativas de escravos da África do Norte em inglês foram escritas por escravos brancos britânicos e americanos capturados (geralmente no mar ou através dos raptos turcos) e escravizados no norte da África nos séculos XVIII e XIX. Essas narrativas têm uma forma distinta, na medida em que destacam a "alteridade" dos comerciantes de escravos muçulmanos, enquanto as narrativas afro-americanas de escravos costumam chamar os comerciantes de escravos a prestar contas como companheiros cristãos.
Narrativas focadas nos temas centrais de liberdade e liberdade que se inspiraram na Revolução Americana. Como as narrativas incluem a recorrência de temas e eventos, citando e confiando fortemente entre si, os estudiosos acreditam que a principal fonte de informação foram outras narrativas, mais do que cativações reais. As catadoras foram retratadas como personagens de ficção gótica, apegadas à esperança de liberdade, portanto mais relacionadas ao público.
- Charles Sumner (1847). White Slavery in the Barbary States: A lecture before the Boston Mercantile Library Association, Feb. 17, 1847. [S.l.: s.n.] ISBN 9781092289818  Charles Sumner (1847). White Slavery in the Barbary States: A lecture before the Boston Mercantile Library Association, Feb. 17, 1847. [S.l.: s.n.] ISBN 9781092289818  Charles Sumner (1847). White Slavery in the Barbary States: A lecture before the Boston Mercantile Library Association, Feb. 17, 1847. [S.l.: s.n.] ISBN 9781092289818
- Um relato verdadeiro e fiel da religião e das maneiras dos maometanos, de Joseph Pitts (1663 a 1735), conta sua captura quando garoto de 14 ou 15 anos de idade por piratas enquanto pescava na Terra Nova. Sua venda como escravo e sua vida sob três senhores diferentes no norte da África, e suas viagens a Meca são descritas.
- Tyrkja-Gudda, 1952 e 2001
- Thomas Pellow, A história do longo cativeiro e aventuras de Thomas Pellow, em South Barbary, 1740
- Uma narrativa curiosa, histórica e divertida do cativeiro e quase inédito de sofrimentos e tratamentos cruéis de Robert White, 1790[19]
- Um jornal do cativeiro e do sofrimento de John Foss; Vários anos como prisioneiro em Argel, 1798[20]
- História do cativeiro e dos sofrimentos da sra. Maria Martin, seis anos escrava em Argel; dois dos quais ela estava confinada em uma masmorra sombria, carregada de ferros, sob o comando de um oficial turco desumano. Escrito por ela mesma. A que se acrescenta uma história concisa de Argel, com os costumes e costumes do povo, 1812[21]
- Capitão James Riley, Sofrimentos na África, 1815
- A narrativa de Robert Adams, um marinheiro americano que naufragou na costa oeste da África no ano de 1810; foi detido três anos na escravidão pelos árabes do grande deserto, 1816
- James Leander Cathcart, Os cativos, onze anos prisioneiro em Argel, publicado em 1899, muitos anos após seu cativeiro

## Narrativas de mulheres escravas
Algumas narrativas conhecidas de escravas por escravas incluem as memórias de Harriet A. Jacobs, Mary Prince, Mattie J. Jackson e "old Elizabeth", entre outras. Alguns desses relatos foram editados e publicados no final de 1800 por autores brancos que procuravam levantar oposição branca à escravidão.
Em sua narrativa, Mary Prince, uma escrava e nascida nas Bermudas, discute sua profunda conexão com a esposa de seu mestre e a pena que sentia pela esposa ao testemunhar os "maus-tratos" que a esposa sofreu nas mãos de seu marido. Prince também relata sua experiência de se tornar alfabetizada depois de ser ensinada em inglês por uma de suas amantes. A alfabetização, no entanto, não era um tema comum para todas as mulheres escravas. A história de vida da "velha Elizabeth" foi transcrita de seu relato oral aos 97 anos de idade.
Muitas narrativas de escravas, como as da "velha Elizabeth" e Mattie J. Jackson, revelam a importância da espiritualidade e dos relacionamentos na vida das mulheres escravas. Essas narrativas, muitas publicadas e editadas por mulheres brancas, podem representar esforços iniciais de solidariedade racial e feminista nos Estados Unidos.

## Outras narrativas históricas de escravos
Como a escravidão é praticada em todo o mundo há milênios, algumas narrativas cobrem lugares e épocas diferentes desses dois principais. Um exemplo é o relato de John R. Jewitt, um armeiro inglês escravizado por anos por Maquinna, do povo Nootka, no noroeste do Pacífico. A Enciclopédia Canadense chama suas memórias de "clássico da literatura em cativeiro" e é uma rica fonte de informações sobre os povos indígenas da ilha de Vancouver.
- Narrativa das aventuras e sofrimentos de John R. Jewitt, único sobrevivente da tripulação do navio Boston, durante um cativeiro de quase três anos entre os selvagens de Nootka Sound: com uma conta das maneiras, modo de vida e opiniões religiosas dos nativos. Middletown, Connecticut, impresso por Loomis e Richards, 1815[25]

Maria ter Meetelen (1704 em Amsterdã - fl. 1751), foi uma escritora holandesa de uma autobiografia. Sua biografia é considerada uma valiosa declaração de testemunha da vida de um ex-escravo (1748).
- Maria ter Meetelen, as curiosas e surpreendentes aventuras de Maria ter Meetelen; Doze Anos por Escravo (1731-43), Traduzido e Introduzido por Caroline Stone. (Hardinge Simpole, 2010) .

## Narrativas contemporâneas de escravos
Uma narrativa contemporânea de escravos é um livro de memórias recente escrito por um ex-escravo ou fantasma escrito em seu nome. As áreas modernas do mundo em que a escravidão ocorre incluem o Sudão e duas narrativas, Escape from Slavery: The True Story of My Dez Years in Captivity - e My Journey to Freedom in America (2003) por Francis Bok e Edward Tivnan e Slave Mende Nazer e Damien Lewis, derivam de experiências de escravidão no Sudão.
Em seu romance fictício The Underground Railroad (romance), o vencedor do National Book Award Colson Whitehead traça a fuga de Cora, escrava em uma fazenda de algodão na Geórgia através da Underground Railroad. Foi bem recebido e disse possuir "o poder arrepiante e prático das narrativas de escravos coletadas pelo Federal Writers 'Project na década de 1930, com ecos do Amado de Toni Morrison" e, portanto, pode ser considerado um narrativa de escravo ficcional.
Em 18 de dezembro de 2016, a cineasta Michelle Jackson lançou uma série de filmes chamada "Outra Narrativa Escrava". Inspirada em uma entrevista com uma ex-escrava, ela decidiu contar as histórias de pessoas anteriormente escravizadas em uma série de curtas-metragens. Um elenco de 22 atores de gênero, raça e idade variados lê as entrevistas de escravos individuais da Slave Narrative Collection, que inclui mais de 2.300 entrevistas realizadas entre 1936 e 1938. O objetivo de Jackson é documentar todos os destinos e, portanto, abordar o tabu da escravidão, além de manter viva a memória dos escravos através desses vídeos.

## Narrativas neo-escravas
Uma narrativa neo-escrava - um termo cunhado por Ishmael Reed enquanto trabalhava em seu romance Flight to Canada, de 1976, e usado por ele em uma entrevista em 1984 - é uma obra fictícia moderna ambientada na era da escravidão por autores contemporâneos ou substancialmente preocupada com retratando a experiência ou os efeitos da escravização no Novo Mundo. As obras são classificadas em grande parte como romances, mas também podem pertencer a obras poéticas. O renascimento das narrativas pós-modernas de escravos no século XX foi um meio de lidar retrospectivamente com a escravidão e de dar um relato fictício de fatos históricos da perspectiva da primeira pessoa.
Exemplos incluem:
- Madison Smartt Bell, Ascensão de todas as almas (1995), primeira da trilogia sobre a Revolução Haitiana
- David Bradley, O Incidente de Chaneysville (1981)
- Octavia E. Butler, Kindred (1979)
- Noni Carter, Boa Fortuna (2010), romance para jovens adultos
- David Anthony Durham, Caminhada na escuridão (2002)
- Marie-Elena John, Incontestável (2006)
- Edward P. Jones, o mundo conhecido (2003)
- Toni Morrison, Beloved (1987)
- William Styron, Confissões de Nat Turner (1967)
- Natasha Trethewey, Guarda Nativa (2006)
- Margaret Walker, Jubileu (1966)
- Sherley Anne Williams, Dessa Rose (1986)
- Évelyne Trouillot, A Infame Rosalie (2003)
- Manu Herbstein, Ama: Uma História do Comércio Atlântico de Escravos (2001)
- Manu Herbstein, Brave Music of a Distant Drum (2011)